# Cheev
Cheev, pseudonimo di Uladzislaŭ Čyžykaŭ (in bielorusso Уладзіслаў Чыжыкаў?; in ucraino Владислав Чижиков?, Vladyslav Čyžykov; Babrujsk, 31 dicembre 1993), è un cantante bielorusso con cittadinanza ucraina.

## Biografia
Cheev ha fatto il suo esordio discografico da solista con l'album in studio Drama (2021), l'LP contiene la hit Harno tak, rimasta al numero uno nella classifica ucraina per nove settimane consecutive.
Due anni più tardi viene presentato il suo secondo disco, intitolato Noir; candidato per lo YUNA all'album dell'anno, l'LP è stato trainato dagli estratti Mriješsja e Pazl, quest'ultimo classificatosi al 22º posto.

## Discografia

### Album in studio
- 2021 – Drama
- 2023 – Noir

### Singoli
- 2019 – Oberihaty
- 2020 – Ščo ce v nas
- 2020 – Kym zavhodno
- 2021 – Vodar
- 2021 – Imynimi
- 2021 – Loto
- 2022 – Mriješsja
- 2023 – Pečal'
- 2023 – Pazl (solo o con Kolaba)
- 2023 – De moja ljubov žyve
- 2023 – Peršyj den'
- 2024 – Taro
- 2024 – Rana
- 2024 – Mamo (con i Naviband)
- 2024 – Ne znaju (con Anna Trinčer)
- 2024 – Tychyj došč
- 2025 – Den' i den'
- 2025 – Jak majaky
- 2025 – Raz v žytti